# Route nationale 14 (Afrique du Sud)
Pour les articles homonymes, voir N14 et Route nationale 14.
La N14 est une des Routes nationales d'Afrique du Sud. La N14 débute à Springbok en province du Cap-du-Nord (au sud-ouest) jusqu'à Pretoria au Gauteng (au nord-est). Elle passe notamment par les villes d'Upington, Kuruman, Vryburg, Krugersdorp et Centurion.

Elle croise notamment la  N7 à Springbok, la N10 à Upington, la N18 à Vryburg, et la N1 à Centurion.